# Квасневський Валерій Федорович

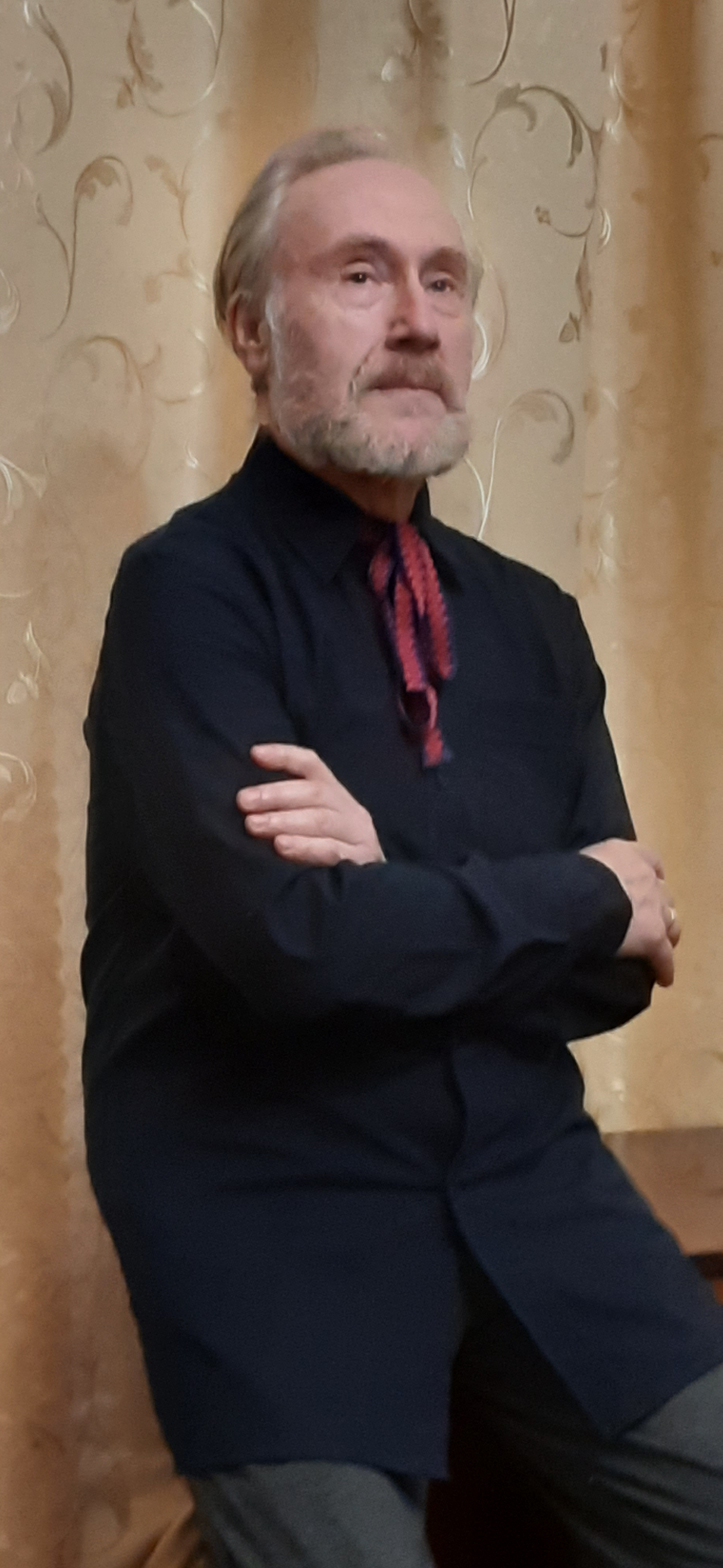

Валерій Федорович Квасневський (нар. 4 листопада 1953, Львів) — український композитор. Член Національної Ліги українських композиторів. 

## Життєпис
Народився у Львові 4 листопада 1953 року. У 1977 році закінчив Львівську державну музичну академію імені М. В. Лисенка. Навчався по класу віолончелі у професора Христини Колесси та брав уроки композиції у професора Анатолія Кос-Анатольського.
Творчість композитора різножанрова. В його доробку є твори для симфонічного оркестру, твори для хору і солістів з оркестром, музика до драми Лесі Українки «Лісова пісня», балет-мініатюра за мотивами роману Кнута Гамсуна «Містерії», квінтет для дерев'яних духових інструментів з валторною, симфонія-триптих "Над прірвою пекла" та інструментальні твори для різних інструментів.
Валерій Квасневський — автор понад 200 солоспівів для голосу у супроводі фортепіано. У 1998 році вийшов у світ збірник пісень та романсів на слова Петра Гоця «Чом ти не вийшла». У тому ж році — збірник вокальних творів на слова поетів класиків, сучасних авторів та на власні вірші «Жовте листя».
У 2002 році побачив світ збірка солоспівів на слова Марії Гатали-Квасневської, дружини композитора, «Відлуння весни». У 2007 році вийшов з друку збірник «Романтичні сторінки» (твори для фортепіано). Фортепіанна творчість Валерія Квасневського багатогранна — від жанру балади до регтайму. Однак його твори об'єднані витонченим ліризмом, дивовижними образами, меланхолійними звуками, мелодійними візерунками. У 2009 році з видавництва «Манускрипт» вийшла ще одна збірка вокальних творів «В любові і молитві», в якій серед пісень та романсів композитора було надруковано хоровий виклад його відомої «Молитви до Пречистої» (своєрідний варіант української «Аве Марія»). Вибрані твори Валерія Квасневського для скрипки, віолончелі та флейти у супроводі фортепіано увійшли до збірки «Смичкові акварелі», виданому у 2014році.
Ще у 1993 році на студії Львівської обласної телерадіокомпанії було відзнято фільм у рубриці «Молода муза» — «Композитор Валерій Квасневський».
За сценарієм композитора у 1996 та 1998 роках були поставлені два телефільми «Аве Марія» та «Хотіла б я піснею стати», де прозвучали його музичні твори. Фільми увійшли до Львівського телефільмофонду. У 2009 році було показано телефільм «Музичні образи Валерія Квасневського». До 140-ліття від дня народження видатної української поетеси Лесі Українки на телестудії Львівської обласної телерадіокомпанії було створено музично-літературний телефільм «Леся Українка в музиці Валерія Квасневського». У 2012 році на телеекранах України були показані два телефільми з музикою Валерія Квасневського: «З вірою в Україну» та «Духовна музика Валерія Квасневського».
Валерій Квасневський — сучасний композитор, але він продовжує мелодійні традиції композиторів XIX та початку XX століття. Проте композитор має своє творче обличчя, який в умовах сучасного технократичного суспільства зберігає щирість романтичного висловлення із сучасним поглядом творця у минуле, з якого виносить вічні цінності — любов до Бога, життя, природи, людини.

## Праці
- Мелодії мрій / В. Квасневський; Фото Г. Смірнова. — Львів, 1999.
- Жовте листя: солоспіви / В. Квасневський; Післямова М. Логойди. — Львів: Манускрипт, 2008.
- В любові і молитві: вокальні твори / В. Ф. Квасневський. — Львів: Манускрипт, 2009.
- Романтичні сторінки: фортепіанні твори / В. Ф. Квасневський; Національна ліга українських композиторів. — Львів: Манускрипт, 2011. — 75 с.
- Смичкові акварелі = Watercolour Bow strokes: інструментальні твори для скрипки, віолончелі, флейти в супроводі фортепіано: клавір / В. Ф. Квасневський. — Львів: Манускрипт, 2014.
- Смичкові акварелі = Watercolour Bow strokes: інструментальні твори для скрипки, віолончелі, флейти в супроводі фортепіано: сольні партії / В. Ф. Квасневський. — Львів: Манускрипт, 2014.
- Гори, палай, моя свіча!: поезія Олега Васюкова у піснях і романсах / В. Ф. Квасневський; авт.сл. О. К. Васюков; авт. передм. А. Микитка. — Львів: Манускрипт, 2014.
- Романси: на вірші Василя Вишиваного / В. Ф. Квасневський; авт. слів В. Вишиваний; авт. вступ. ст. М. Сімкін. — Львів: Растр-7, 2020.